# Friedrich (Württemberg)

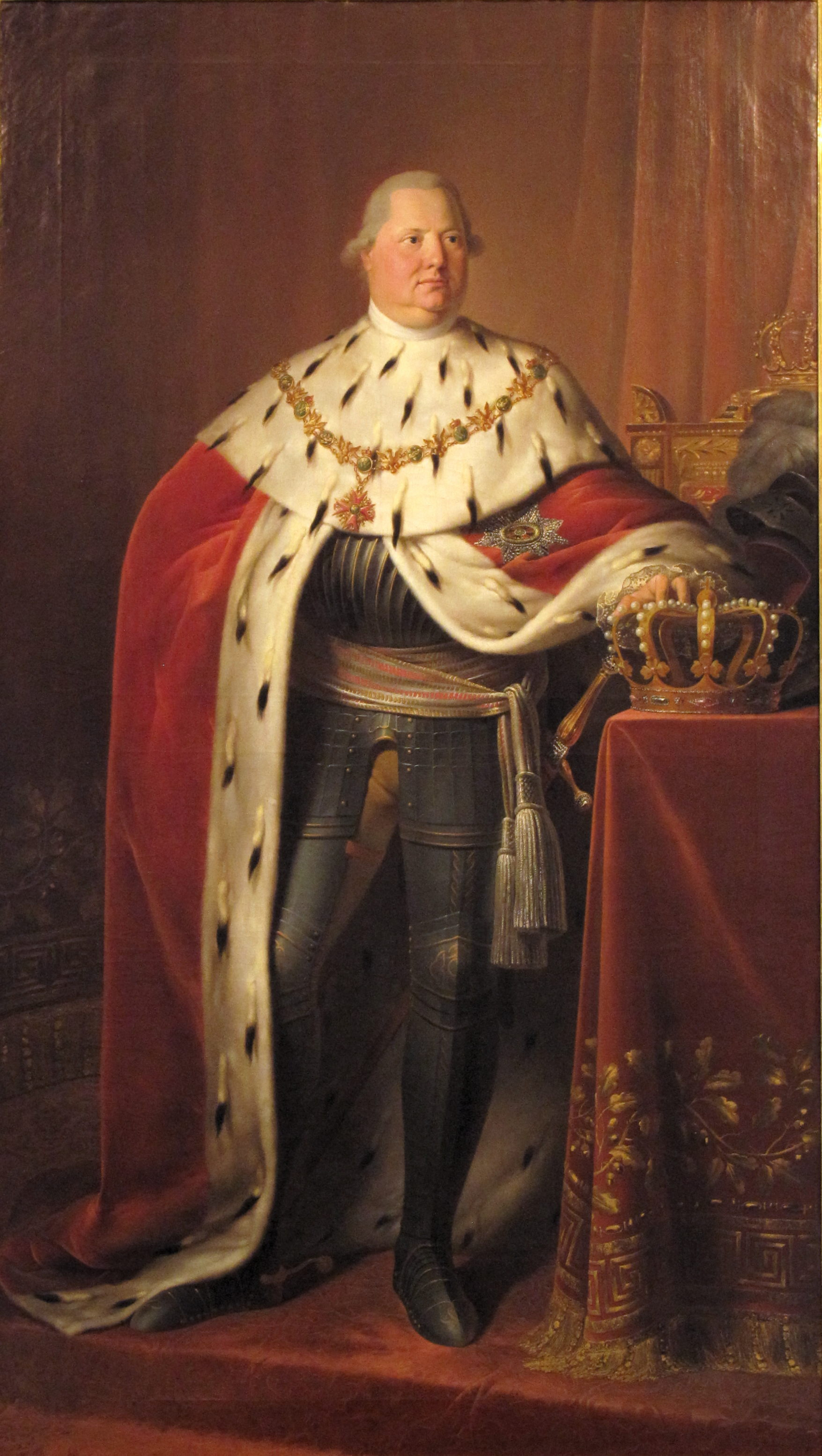
Bildnis König Friedrichs I. von Württemberg im Krönungsornat und Rüstung, Hofmaler Johann Baptist Seele (1774–1814), 1806, Öl auf Leinwand, 237 cm × 135,5 cm, Landesmuseum Württemberg, Stuttgart.

Friedrich von Württemberg (* 6. November 1754 in Treptow an der Rega in Hinterpommern; † 30. Oktober 1816 in Stuttgart), geboren als Prinz Friedrich Wilhelm Karl, war ab 1797 als Friedrich II. der fünfzehnte regierende Herzog von Württemberg, von 1803 bis 1806 auch Kurfürst und von 1806 bis 1816 als Friedrich I. der erste König von Württemberg. Wegen seiner Leibesfülle wurde er auch Dicker Friedrich genannt, wegen seines absolutistisch-autoritären Regierungsstils von dem Historiker Paul Sauer zudem schwäbischer Zar. Letztere Bezeichnung wird in der Forschung jedoch inzwischen hinterfragt.

## Leben

### Weg zur Thronfolge

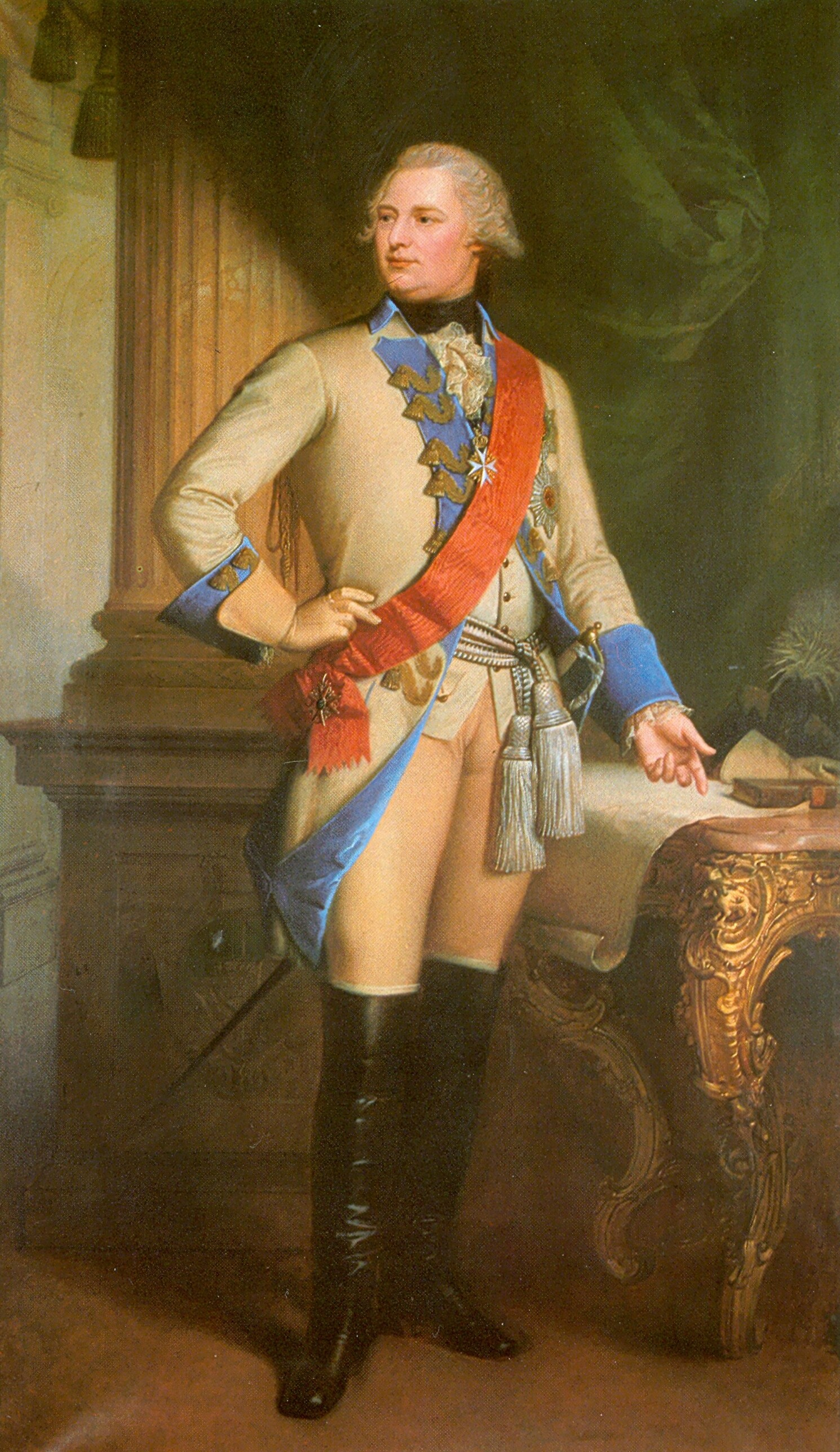
Jugendbildnis Friedrichs

Friedrich war der Sohn des Herzogs Friedrich Eugen von Württemberg und Sophie Dorothee von Brandenburg-Schwedt. Sein Vater war der jüngste Sohn Herzog Carl Alexanders, und so war bei seiner Geburt nicht abzusehen, dass er die Thronfolge in Württemberg antreten könnte. Er verfolgte also wie sein Vater eine militärische Laufbahn am Hofe Friedrichs des Großen. Dieser band die an seinem Hof weilende württembergische Familie in seine Heiratspläne ein. Friedrichs Schwester Sophie Dorothee von Württemberg wurde mit dem Sohn Katharinas der Großen und späteren Zaren Paul verheiratet. Diese verwandtschaftliche Beziehung zum Zarenhaus hatte für Friedrich unmittelbare, für das spätere Königreich Württemberg spätestens bei der Reorganisation Europas im Zuge des Wiener Kongresses weitreichende Folgen.
Im Juni 1774 trat er in preußische Dienste und wurde Oberst im Kürassierregiment Lölhöffel, im Dezember 1776 wurde er dessen Kommandeur. Mit dem Regiment nahm er am Bayerischen Erbfolgekrieg teil. 1778 übernahm er das Dragoner-Regiment Nr. 2 (Krockow). 1780 heiratete Friedrich Prinzessin Auguste Karoline von Braunschweig-Wolfenbüttel. Zusammen hatten sie zwei Söhne, Wilhelm, der als Wilhelm I. der zweite König von Württemberg werden sollte, und Paul, sowie die Tochter Katharina, die später den König Jérôme von Westphalen heiratete. Eine weitere Tochter wurde kein Jahr alt. Das gute Verhältnis zu Friedrich dem Großen, Friedrich nahm regelmäßig an den berühmten Gesprächsrunden teil, trübte sich, als Friedrichs Schwester Elisabeth 1781 mit Erzherzog Franz von Österreich, dem späteren letzten Kaiser des Heiligen Römischen Reiches und erstem Kaiser Österreichs verlobt wurde. Friedrich der Große musste befürchten, dass, nachdem sich Russland und Österreich bereits politisch angenähert hatten, Preußen durch die engen familiären Bande – beide Herrschergattinnen waren Schwestern – weiter isoliert werden würde. Friedrich der Große lastete die Vermittlung dieser Verlobung, wohl zu Unrecht, Friedrich an.
1781 nahm er als Generalmajor seinen Abschied. Er begab sich in den Dienst Kaiserin Katharinas der Großen. Diese ernannte ihn zum Generalleutnant und setzte ihn 1783 bis 1787 als Generalgouverneur in Russisch-Finnland ein, das damals aber nur das Gebiet um Wyborg umfasste. Er erhielt von Juni bis Oktober 1783 auch das Kommando über ein 15.000 bis 20.000 Mann starkes Truppenkorps bei Cherson im Krieg gegen die Türken, war aber nicht maßgeblich in Kämpfe verwickelt.
Die Ehe zwischen Friedrich und Auguste Karoline war von Beginn an belastet. Die damals 16-Jährige war in ihrer kindlichen Verspieltheit dem zehn Jahre älteren Gatten unterlegen. Dieser war ihr intellektuell voraus und bis zur Rechthaberei selbstbewusst. 1781, bereits schwanger, wollte sie sich trennen, wurde aber von ihrem Vater bedrängt, bei Friedrich zu bleiben. In Russland verstärkte sich der Gegensatz. Es kam sogar zu Gewalt. Im Dezember 1786 warf sie sich nach einer Schauspielaufführung hilfesuchend vor Zarin Katharina. Diese, der die Situation bekannt war, zögerte nicht, nahm Auguste Karoline in ihre Obhut und verwies Friedrich des Landes. Hinzu kam, dass sich ihr eigenes Verhältnis zu ihrem Sohn und Thronfolger ebenfalls verschlechtert hatte und Friedrich als Bruder der Schwiegertochter auch in die Schusslinie geriet. Sein Landgut Monrepos bei Wyborg verkaufte Friedrich 1788 an Ludwig Heinrich von Nicolay. Auguste wurde in die Obhut des sechzigjährigen, verabschiedeten Hofjägermeisters von Pohlmann auf Schloss Lode in West-Estland gebracht, der dieses Vertrauen missbrauchte. Auguste Karoline verstarb am 27. September 1788 nach einer Fehlgeburt, als ihr zur Vertuschung der Schwangerschaft jegliche ärztliche Hilfe verweigert worden war.

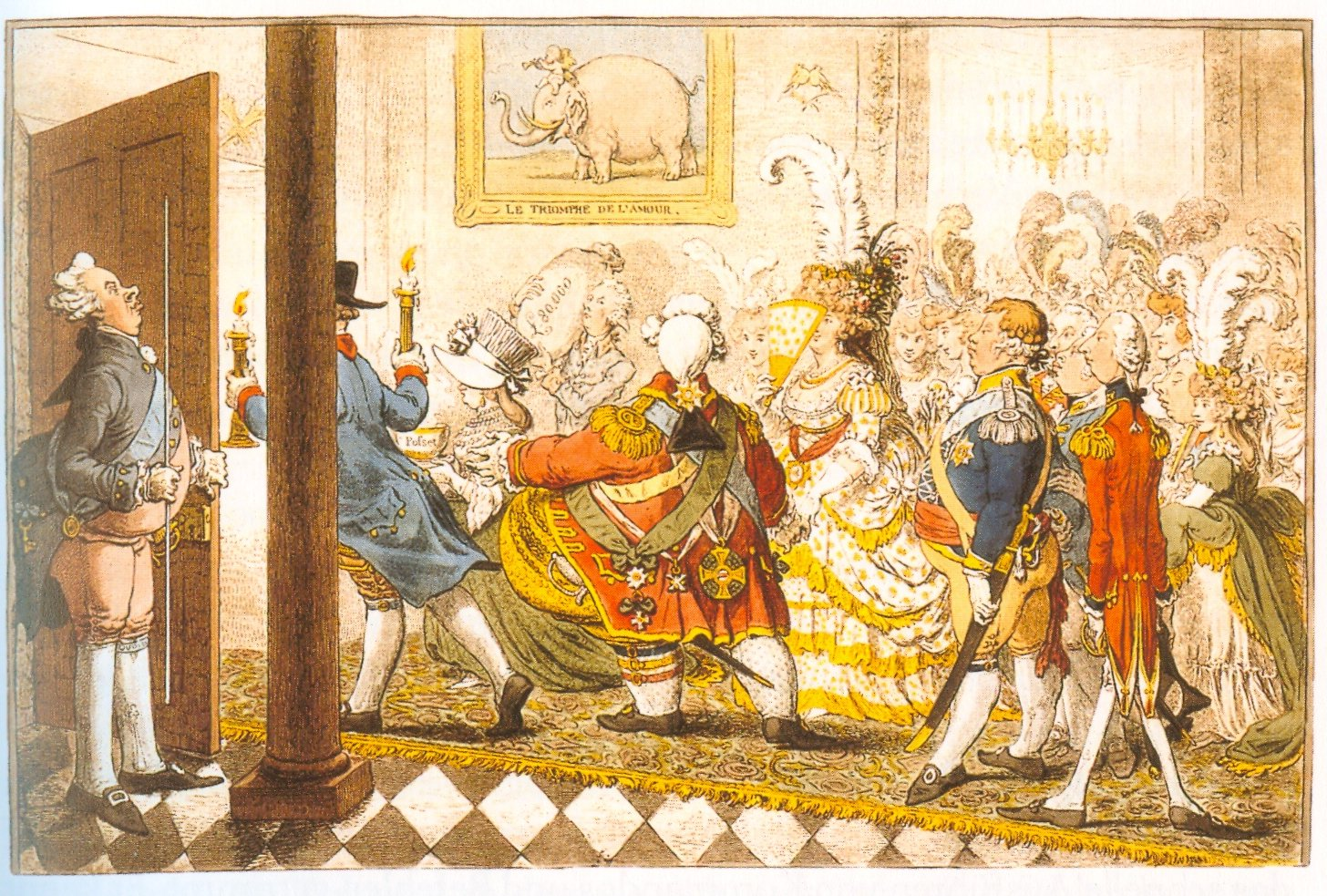
Karikatur James Gillrays zur Vermählung Erbprinz Friedrichs von Württemberg mit Charlotte Auguste Mathilde von England.

Zwischenzeitlich war absehbar geworden, dass Friedrich wohl eines Tages die Thronfolge in Württemberg antreten könnte. Im Juli 1789 reiste er nach Paris, um sich aus erster Hand ein Bild von den revolutionären Umtrieben zu machen. Ab 1790 siedelte er, sehr zum Missfallen seines noch regierenden Onkels Carl Eugen, nach Ludwigsburg über. Mit dem Regierungsantritt seines Vaters 1795 erlangte er endlich den lange erhofften politischen Einfluss. Mit Hilfe seines Braunschweiger Schwiegervaters knüpfte er Kontakte zum aus Hannover stammenden englischen Königshaus. Am 18. Mai 1797 heiratete er in zweiter Ehe Prinzessin Charlotte Auguste Mathilde von Großbritannien und Irland, Tochter des Königs Georg III. und der Königin Charlotte in der St.-James Kirche in London.

### Herzog und Kurfürst

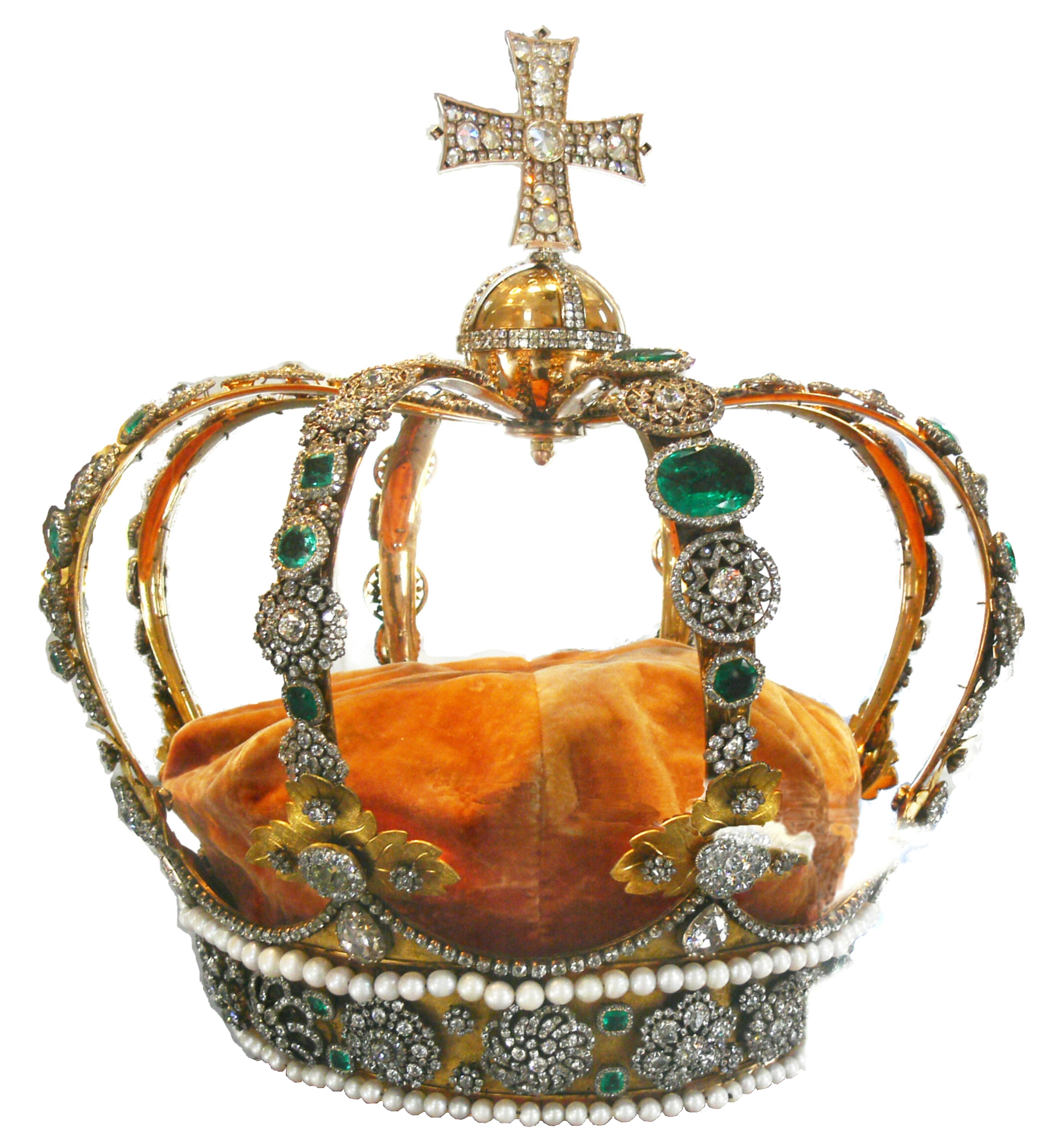
Königskrone im Alten Schloss

Nach dem Tod seines Vaters wurde Friedrich am 23. Dezember 1797 als Friedrich II. regierender Herzog von Württemberg. Von 1733 bis 1797 gab es in Württemberg vier katholische Herzöge. Nun trat durch ihn wieder ein evangelischer Herzog die Herrschaft an, was der maßgeblichen Konfession seines Herzogtums entsprach und deshalb von seinen Untertanen freudig begrüßt wurde. Der neue Herzog galt als machtbewusst und cholerisch, aber auch als entschlossener Politiker. Die ersten Jahre seiner Regierung waren geprägt von heftigen Auseinandersetzungen mit den Landständen, die im Herzogtum Württemberg beachtliche verbriefte Rechte besaßen. Einige Vertreter der Landstandschaft, wie Christian Friedrich Baz, setzten sich trotz Gewaltmaßnahmen vonseiten des Herzogs für den Erhalt der württembergischen Verfassung ein. Mit Hilfe von Napoleon Bonaparte gelang es Friedrich 1805, die Macht der Landstände zu zerschlagen und die Verfassung abzuschaffen.
Im Schloss Ludwigsburg, das er als Sommerresidenz nutzte, ließ er zahlreiche Räume im Empirestil umgestalten.

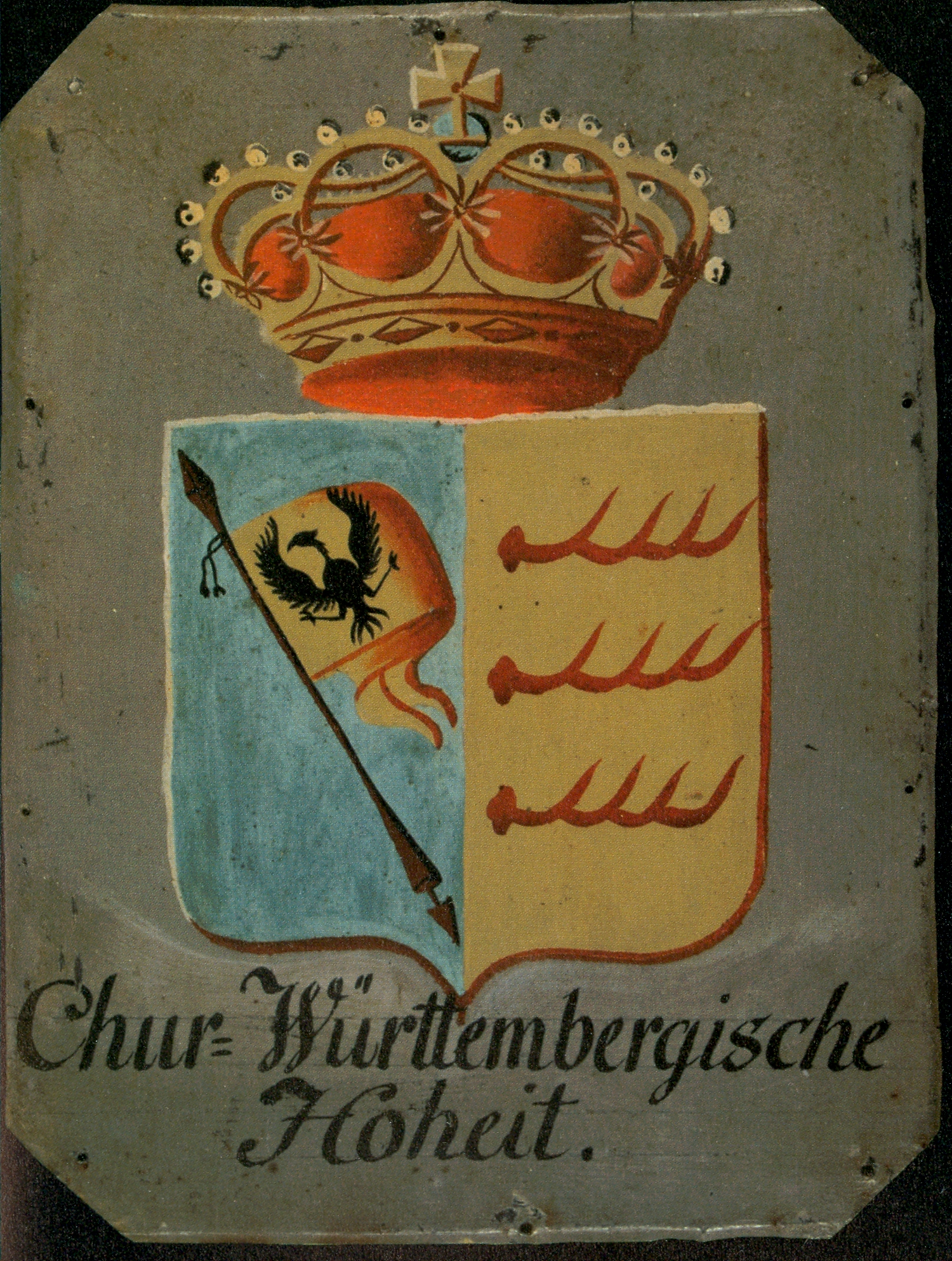
Ab 1803 hoben kurfürstliche Hoheitstafeln die Reichssturmfahne hervor

Im Frühsommer des Jahres 1800 wurde Württemberg von französischen Truppen besetzt. Herzog Friedrich floh außer Landes und verbrachte ein Jahr im Exil in Erlangen. 1801 näherte er sich Frankreich und dem immer mehr an Macht gewinnenden Napoleon an und kehrte nach Württemberg zurück.
Im Mai 1803 wurde Herzog Friedrich II. zum Kurfürsten erhoben und mit dem „Erzbanneramt“ betraut. Die Reichssturmfahne, seit 1336 in Händen des Hauses Württemberg, rückte er deshalb an die erste Stelle des kurfürstlichen Herzschildes. Im Zuge der Säkularisation und Mediatisierung konnte er sein Herrschaftsgebiet bedeutend vergrößern. Die neu erworbenen Gebiete fasste er mit Hilfe seines Innenministers, Graf Philipp Christian von Normann-Ehrenfels zunächst in einem eigenen Staat „Neuwürttemberg“ zusammen, der von Ellwangen (Jagst) aus regiert wurde.
Im Oktober 1805 kam Kaiser Napoleon selbst nach Ludwigsburg, um den Kurfürsten endgültig an sich zu binden. Er stellte ihm die Königswürde in Aussicht. Bei dem Treffen soll Friedrich dem Kaiser sehr selbstbewusst entgegengetreten sein. (Eine Anekdote berichtet, dass Napoleon zum 2,11 m großen und ca. 200 kg schweren Friedrich aufblickte und sagte: „Ich wusste gar nicht, dass sich die Haut überhaupt so weit ausdehnen kann!“ Darauf entgegnete Friedrich: „Und ich bin erstaunt, dass in einem so kleinen Kopf soviel Gift stecken kann!“)

### König
Am 1. Januar 1806 nahm Kurfürst Friedrich die Königswürde an. Es kamen weitere Gebiete zu Württemberg, das nun fast doppelt so groß war wie vor 1803. Neben dem protestantischen „Altwürttemberg“ zählten große katholische Gebiete zum Königreich, so dass der König mit dem Religionsedikt vom 15. Oktober 1806 eine Gleichberechtigung der Konfessionen anstrebte. Die altwürttembergische landständische Verfassung wurde vom König unter Federführung des Premierministers Graf Wintzingerode d. Ä. staatsstreichartig beseitigt. Das Land wurde einheitlich organisiert und erhielt eine straffe, aufgeklärt absolutistische Verwaltung. Der bisherige, kollegial verfasste Geheime Rat wurde als oberste Regierungsbehörde von einem Staatsministerium abgelöst. Es war in Ressorts gegliedert und wurde vom Kabinettsminister geleitet. Friedrich wurde so zum Begründer des modernen württembergischen Staates und trieb mit harter Autorität den Vereinigungsprozess voran, oft ohne Rücksicht auf die Traditionen der neu erworbenen Gebiete zu nehmen. Württemberg trat 1806 dem unter Napoleons Protektorat stehenden Rheinbund bei, wobei König Friedrich sich in der Folge als dessen eigenständigstes Mitglied erwies. Napoleons jüngster Bruder König Jérôme von Westfalen heiratete Friedrichs einzige Tochter Katharina, womit das Haus Bonaparte sich mit einer der ältesten Dynastien Europas verband.

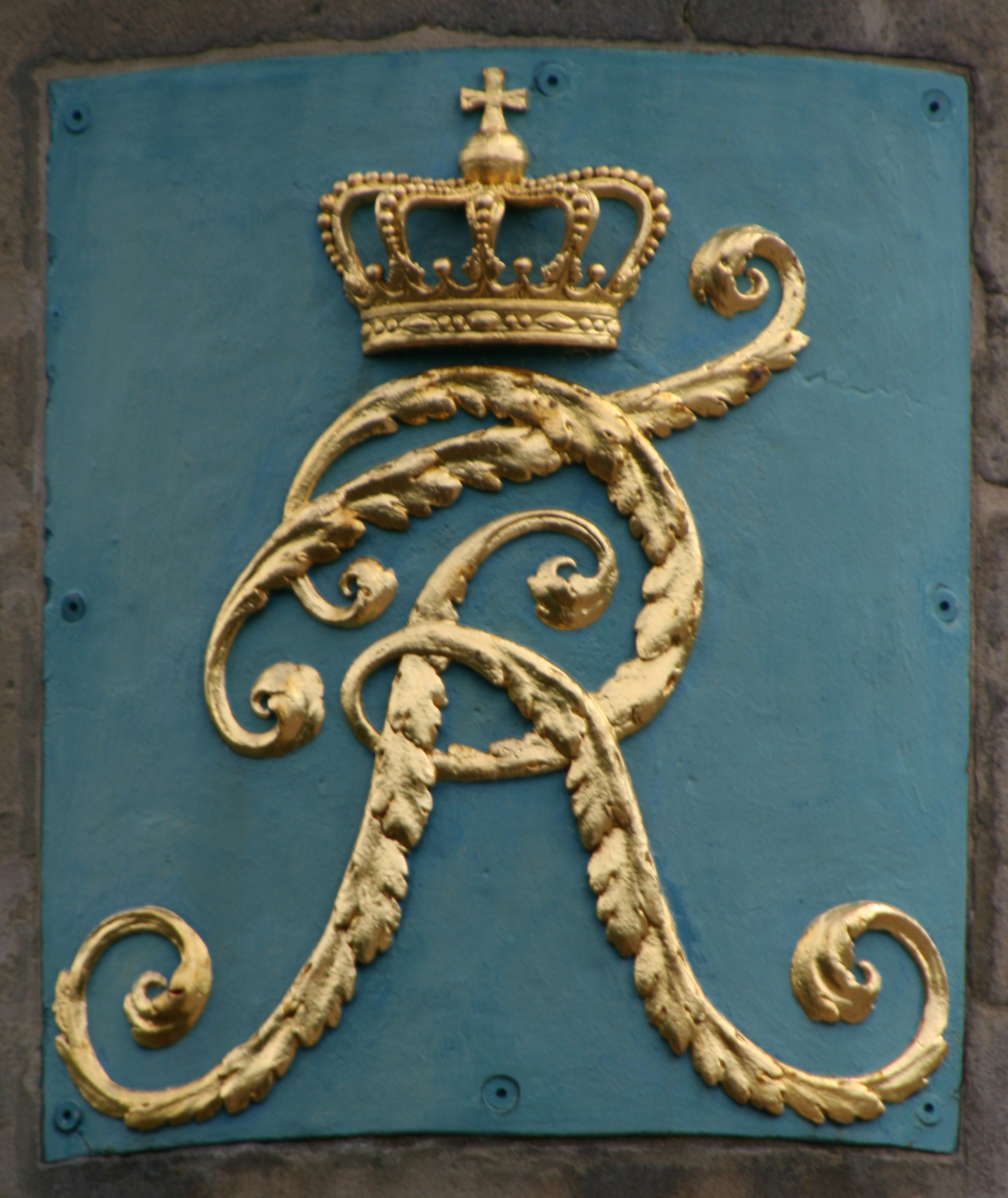
Monogramm Friedrichs

Württembergs Bündnis mit Frankreich hatte zur Folge, dass Soldaten für die Kriege Napoleons gegen Österreich und Russland gestellt werden mussten. Im Russlandfeldzug von 1812 kämpften etwa 12.000 württembergische Soldaten mit, von denen nur wenige hundert wieder zurückkamen. 1814 wechselte König Friedrich die Seite. Württemberg beteiligte sich nun an den Kämpfen gegen Napoleon. Nach dem Zusammenbruch des napoleonischen Systems forderte König Friedrich seine Tochter Katharina auf, sich von Jérôme zu trennen. Das lehnte sie jedoch ab und blieb an seiner Seite. Daraufhin erhielt der Ex-König von Westfalen den württembergischen Titel „Fürst von Montfort“. Katharinas Sohn Prinz Plon-Plon ist der Stammvater des heutigen Hauses Bonaparte, welches damit von König Friedrich abstammt.

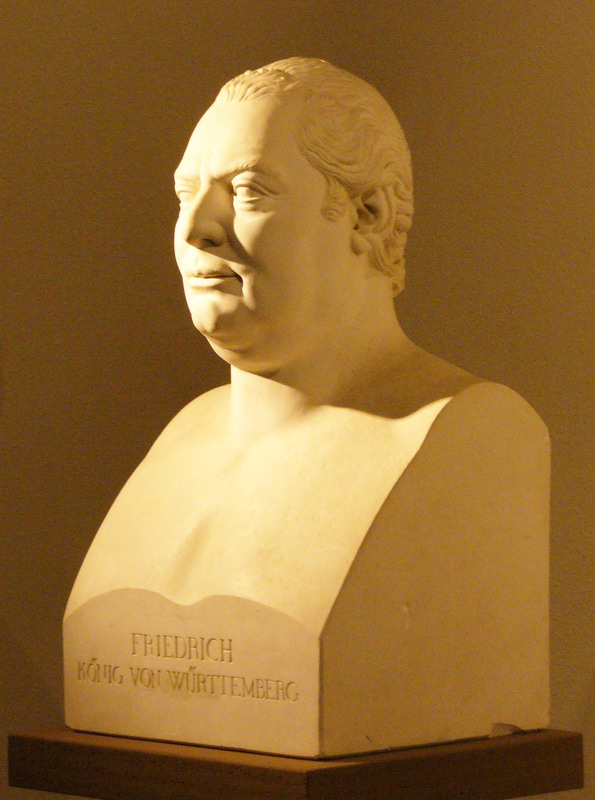
Büste Friedrichs in der Grabkapelle auf dem Württemberg

Überschattet wurden die beiden ersten Jahrzehnte des 19. Jahrhunderts von schweren Missernten, die in der Krise von 1816/17 kulminierten. Am 30. Oktober 1816 starb König Friedrich in Stuttgart nach kurzer Krankheit. Bei der Besichtigung einer Fundstätte von Mammutstoßzähnen auf dem Cannstatter Seelberg hatte er sich eine tödliche Lungenentzündung zugezogen. Er wurde in der Gruft von Schloss Ludwigsburg beigesetzt.

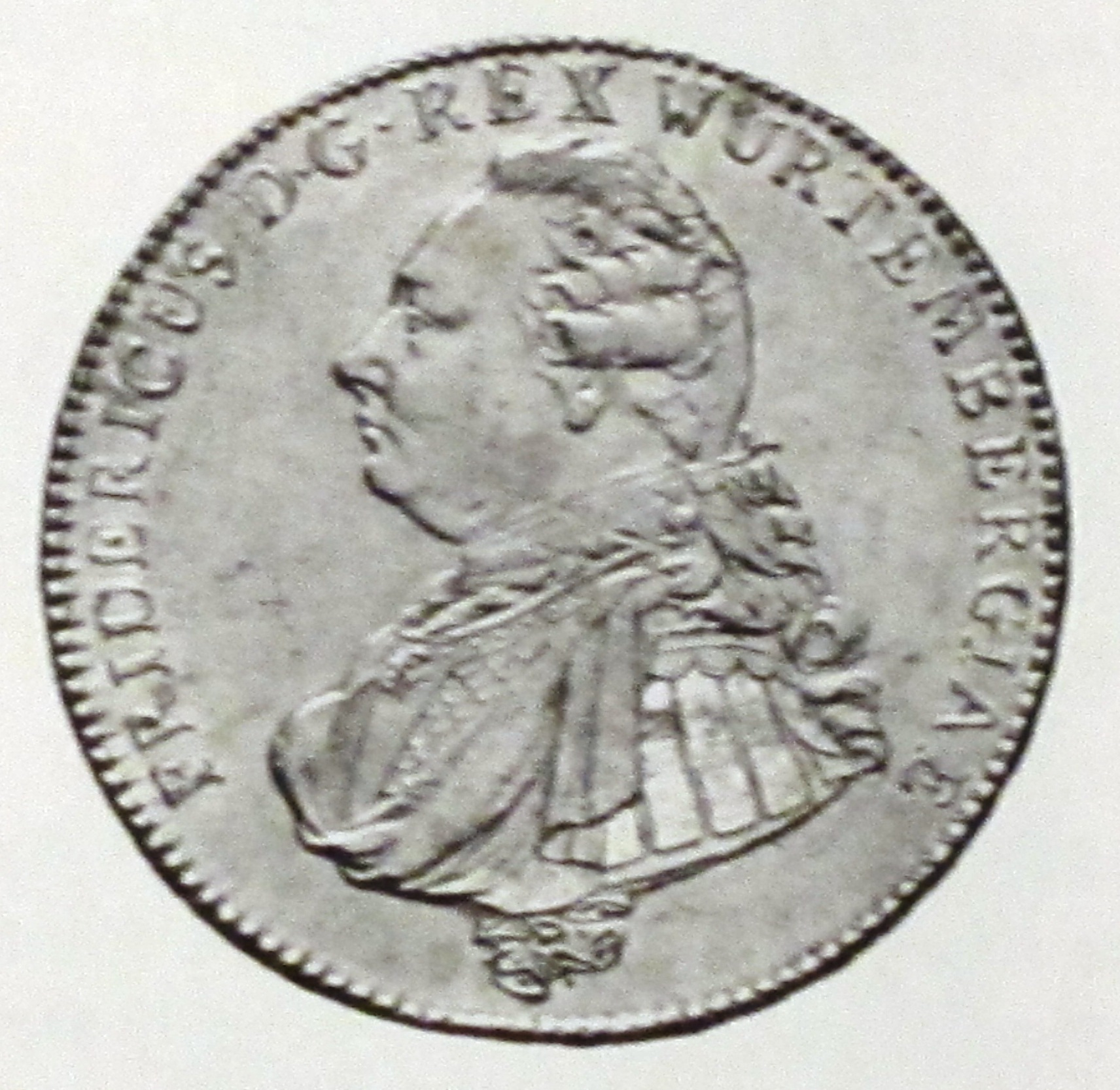
Taler Württemberg 1806

## Ehrungen
Die Städte Friedrichshafen und Bad Friedrichshall wurden nach Friedrich benannt.
Die Stadt Ulm gab 1811 dem neu angelegten Stadtpark „Gänshölzle“ den bis heute verwendeten Namen „Friedrichsau“ und bedankte sich damit für eine großzügige Spende Friedrichs zugunsten dieses Erholungsgebietes.
Wilhelm I. von Württemberg stiftete 1830 zur Erinnerung an seinen Vater Friedrich den Friedrichs-Orden.

## Rezeption
Nach Ina Ulrike Paul trägt Friedrich die ihm von dem Historiker Paul Sauer verliehene Bezeichnung „schwäbischer Zar“ zu Unrecht. Der autoritäre Regierungsstil des Herzoges gegen die Landstände sei ihr zufolge eine realpolitische Notwendigkeit in der Zeit der napoleonischen Kriege gewesen. Wegen des Konfliktes zwischen Landständen und Herzog ließ sich die württembergische Außenpolitik schwer vorhersehen. Die in den Ersten und Zweiten Koalitionskrieg verwickelten Großmächte Europas betrachteten Württemberg daher als mögliches territoriales „Tausch- und Kompensationsobjekt“. Eine unsichere Bündniszugehörigkeit gefährdete also die staatliche Existenz Württembergs. Aus diesem Grund versuchte Friedrich, so die Meinung von Ina Ulrike Paul, die Landstände als eigenständigen außen- und militärpolitischen Faktor auszuschalten. Die pro-französischen Landstände sprachen sich beispielsweise für die Beibehaltung einer Landmiliz aus. Kriegsfähige Untertanen waren ihrer Meinung nach erst dann als Soldaten einzuziehen, wenn ein Krieg unmittelbar ausbrach. In Friedenszeiten sollte das Herzogtum keine Armee unterhalten. Der pro-österreichische württembergische Herzog hielt dies aufgrund der außenpolitischen Lage und seiner Offizierserfahrung in der preußischen und russischen Armee für unzureichend. Er forderte den Aufbau einer zeitgemäßen Berufsarmee nach preußischem Vorbild. Die Armee sollte auch in Friedenszeiten bestehen bleiben. Zudem wollte Friedrich verhindern, dass die württembergischen Landstände mit ihren eigenen Gesandten im Ausland weiterhin den außenpolitischen Kurs des Herzoges „ad absurdum“ führten.

## Nachkommen
Erste Ehe: Friedrich heiratete 1780 Prinzessin Auguste Karoline von Braunschweig-Wolfenbüttel (1764–1788), Tochter von Karl Wilhelm Ferdinand von Braunschweig, getrennt 1786.
- Wilhelm I. (1781–1864), König von Württemberg (1816–1864)
- Friederike Katharina Sophie Dorothea (1783–1835), seit 1807 verheiratet mit König Jérôme von Westphalen, dem jüngsten Bruder von Kaiser Napoleon I.
- Augusta Sophia Dorothea Maria (1783–1784)
- Paul Friedrich Karl August (1785–1852), seit 1805 verheiratet mit Prinzessin Charlotte von Sachsen-Hildburghausen. Sein Enkel Wilhelm wurde 1891 als Wilhelm II. König von Württemberg

Zweite Ehe: Friedrich heiratete 1797 in London Prinzessin Charlotte Auguste Mathilde von Großbritannien (1766–1828), Tochter des Königs Georg III. Das einzige Kind des Paares, eine Tochter, wurde am 27. April 1798 geboren und starb am gleichen Tag.